# Seal the Deal & Let's Boogie
Seal the Deal & Let's Boogie è il sesto album in studio del gruppo heavy metal danese Volbeat, pubblicato nel 2016.

## Tracce
1. The Devil's Bleeding Crown – 3:56
2. Marie Laveau – 3:13
3. For Evigt (feat. Johan Olsen) – 4:44
4. The Gates of Babylon – 4:34
5. Let It Burn – 3:39
6. Black Rose (feat. Danko Jones) – 3:55
7. Rebound (cover del brano dei Teenage Bottlerocket) – 2:29
8. Mary Jane Kelly – 5:39
9. Goodbye Forever – 4:30
10. Seal the Deal – 4:09
11. Battleship Chains (cover del brano dei The Georgia Satellites) – 3:21
12. You Will Know – 4:31
13. The Loa's Crossroad – 4:21

Tracce bonus della Deluxe Edition
1. Slaytan – 0:58
2. The Bliss – 4:42
3. Black Rose – 3:57
4. The Devil's Bleeding Crown (live at Tusindårsskoven) – 4:04

## Formazione
- Michael Poulsen – voce, chitarra
- Rob Caggiano – chitarra, basso
- Jon Larsen – batteria, percussioni

## Classifiche
| Classifica (2016) | Posizione massima |
| ----------------- | ----------------- |
| Australia         | 47                |
| Austria           | 1                 |
| Belgio (Fiandre)  | 1                 |
| Belgio (Vallonia) | 21                |
| Danimarca         | 1                 |
| Finlandia         | 1                 |
| Francia           | 40                |
| Germania          | 1                 |
| Italia            | 71                |
| Norvegia          | 2                 |
| Paesi Bassi       | 3                 |
| Regno Unito       | 16                |
| Stati Uniti       | 4                 |
| Svezia            | 1                 |
| Svizzera          | 1                 |